# Arjun
Arjun er en indisk udviklet og bygget kampvogn med 120 mm kanon. Den blev udviklet for den indiske hær under et udviklingsprogram, som begyndte i 1972.

## Historie
Konkurrencen om at udvikle Arjun blev startet i 1972, og meningen var at erstatte Vijayanta i tjeneste. Indiske Combat Vehicle Research and Development Establishment begyndte arbejdet med Arjun i 1974. Den første prototype blev vist i april 1984, og da var 300 millioner rupier brugt.
En række udenlandske virksomheder støttede udviklingen, herunder Krauss-Maffei, MTU, Renk og Diehl fra Tyskland og Oldelft fra Nederland. På trods af dette stødte man på problemer i udviklingen. Blandt andet blev kampvognen først planlagt med en 1.500 hk gasturbine, men den blev erstattet af en tolvcylindret turbodiesel. De første modeller havde kun 500 hk, men dette blev senere øget med turboladere.
De første prototyper var udstyret med en tysk MTU 838 Ka-501 dieselmotor på 1.400 hk koblet til en automatisk gearkasse fra Renk.